# Vida (álbum de Marcos Llunas)
Vida es el nombre del tercer álbum de estudio grabado por el cantautor español Marcos Llunas. Fue lanzado al mercado por la empresa discográfica PolyGram Latino el 23 de abril de 1996. El álbum fue producido por el propio artista, coproducido por Alejandro Abad y Pablo Manavello.

## Lista de canciones
| Vida  |                                     |                                   |          |  |
| N.º   | Título                              | Escritor(es)                      | Duración |  |
| 1.    | «Te amo»                            | Giampiero Bigazzi · Umberto Tozzi | 3:48     |  |
| 2.    | «Tú»                                | Ton Groen · Niels Hermes          | 4:41     |  |
| 3.    | «Vida»                              | Franco del Prete · Sal Da Vinci   | 4:01     |  |
| 4.    | «Perdido estoy»                     | Fernando Osorio                   | 3:43     |  |
| 5.    | «Haz cómo yo»                       | Sal Da Vinci                      | 4:58     |  |
| 6.    | «Me mata tu ausencia» (con Tatiana) | Rudy Pérez                        | 4:55     |  |
| 7.    | «Otra oportunidad»                  | Cristian Zalles                   | 5:07     |  |
| 8.    | «Eres mi debilidad»                 | Alejandro Abad                    | 3:04     |  |
| 9.    | «Esperaré»                          | Manuel López · Rudy Pérez         | 3:35     |  |
| 10.   | «A quién no le gusta»               | Manuel Pancho                     | 3:58     |  |
| 11.   | «Esa maldita obsesión»              | Marcos Llunas                     | 4:37     |  |
| 12.   | «Un poco de suerte»                 | Cristian Zalles                   | 4:25     |  |
| 13.   | «Cómo sal y arena»                  | Fernando Osorio                   | 3:27     |  |
| 14.   | «Sentir»                            | Ilan Chester                      | 4:36     |  |
| 58:52 |                                     |                                   |          |  |

- Datos: Q9093496